# Creu de terme de la Floresta
La Creu de terme de la Floresta és una creu de terme situada a la plaça de la Mancomunitat de la Floresta (Garrigues). Forma part de l'Inventari del Patrimoni Arquitectònic de Catalunya.

## Història
Aquesta creu s'erigeix el 1947, en substitució d'una anterior caiguda per acció d'una tempesta ja abans de la Guerra Civil (1936-39). La part més artística anà a càrrec de Josep Puertas, un picapedrer valencià establert al poble, mentre que picapedrers locals (Ramon Verdés, Jaume Pané i Anton Miró) obraren les parts més rústegues.

## Descripció
És una creu neogòtica treballada en pedra de la pedrera del Ferro (Arbeca). Està col·locada sobre d'una sòlida base de tres graons, tot seguit hi ha una peana octogonal motllurada, segueix el fust, llis i monolític, també de vuit cares. Com a remat del fust encara trobem el nus que fa de base de la creu; és idèntic a la peana però de menors dimensions. El fust mesura 5,2 metres d'alçada mentre que el capitell i la creu amiden 1,5 metres; hauria d'haver estat un metre més elevada però a darrera hora s'optà per modificar el projecte. Per al dia de la inauguració s'escriví una poesia en homenatge.
Els tres braços superiors de la creu acaben en expansions que formen tres puntes. Els quatre angles que forma la creu estan ornamentades amb motius avolutats. Al centre de l'anvers hi ha la imatge del crucificat feta de bronze i al revés, un medalló amb el rostre de la 'Dolorosa', també de bronze.